# تامیکو، دهستان یوهوی
تامیکو (به لاتین: Tammiku) یک منطقهٔ مسکونی در استونی است که در دهستان یوهوی واقع شده‌است. تامیکو ۲۹۱ نفر جمعیت دارد.